# NGC 4608
NGC 4608 is een lensvormig sterrenstelsel in het sterrenbeeld Maagd. Het hemelobject werd op 15 maart 1784 ontdekt door de Duits-Britse astronoom William Herschel.

## Synoniemen
- UGC 7842
- MCG 2-32-177
- ZWG 70.214
- VCC 1869
- PGC 42545